# Fukuoka PayPay Dome
Fukuoka PayPay Dome (jap. 福岡PayPayドーム Fukuoka Peipei Dōmu) – zbudowany w 1993 roku baseballowy stadion w Fukuoce (Japonia). 
Pierwotnie nosił nazwę Fukuoka Dome. Zmieniono ją w 2020 roku ze względu na sponsorów. Jest to pierwszy zadaszony stadion w Japonii. Mieści, w zależności od wydarzenia, od 40 000 do 50 000 widzów. 
Stadion jest usytuowany w pobliżu plaży Momori. Można dostać się do niego metrem (stacja Tojinmachi). Na obiekcie odbyły się koncerty m.in.: Queen + Paul Rodgers i Franka Sinatry.

## Galeria

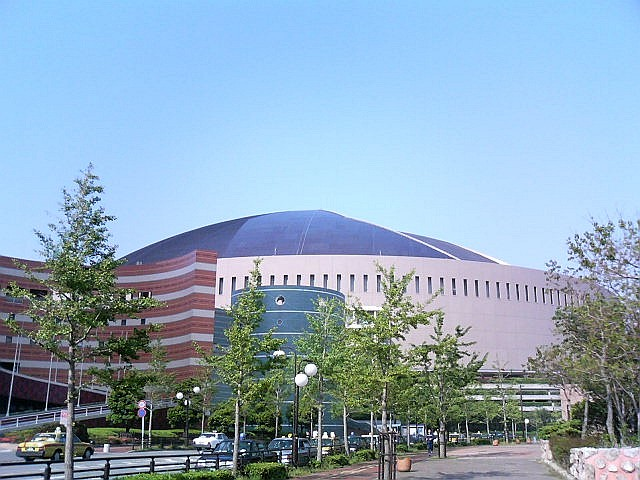
Rozsuwany dach stadionu
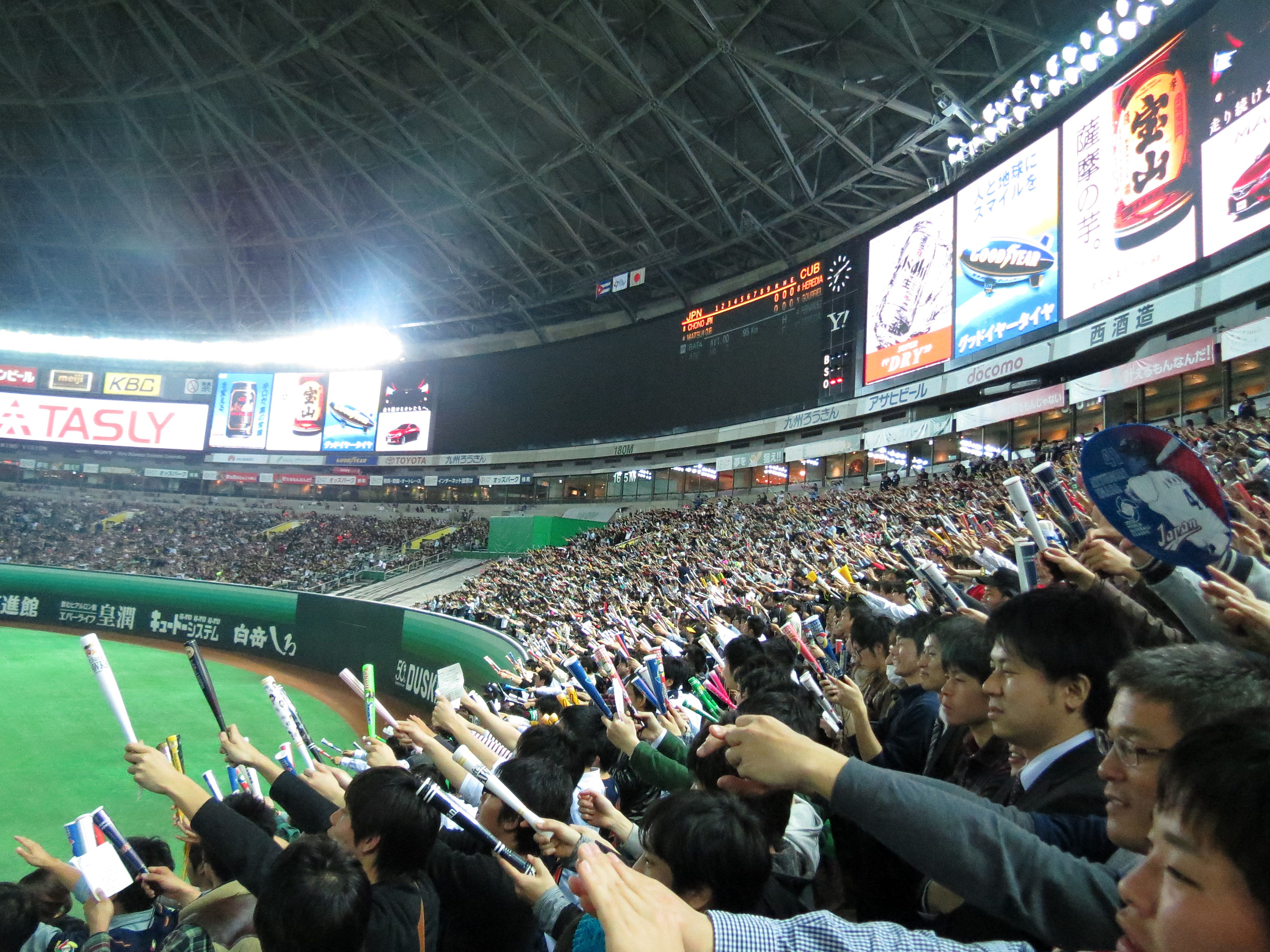
Mecz Japonia-Kuba (2013)
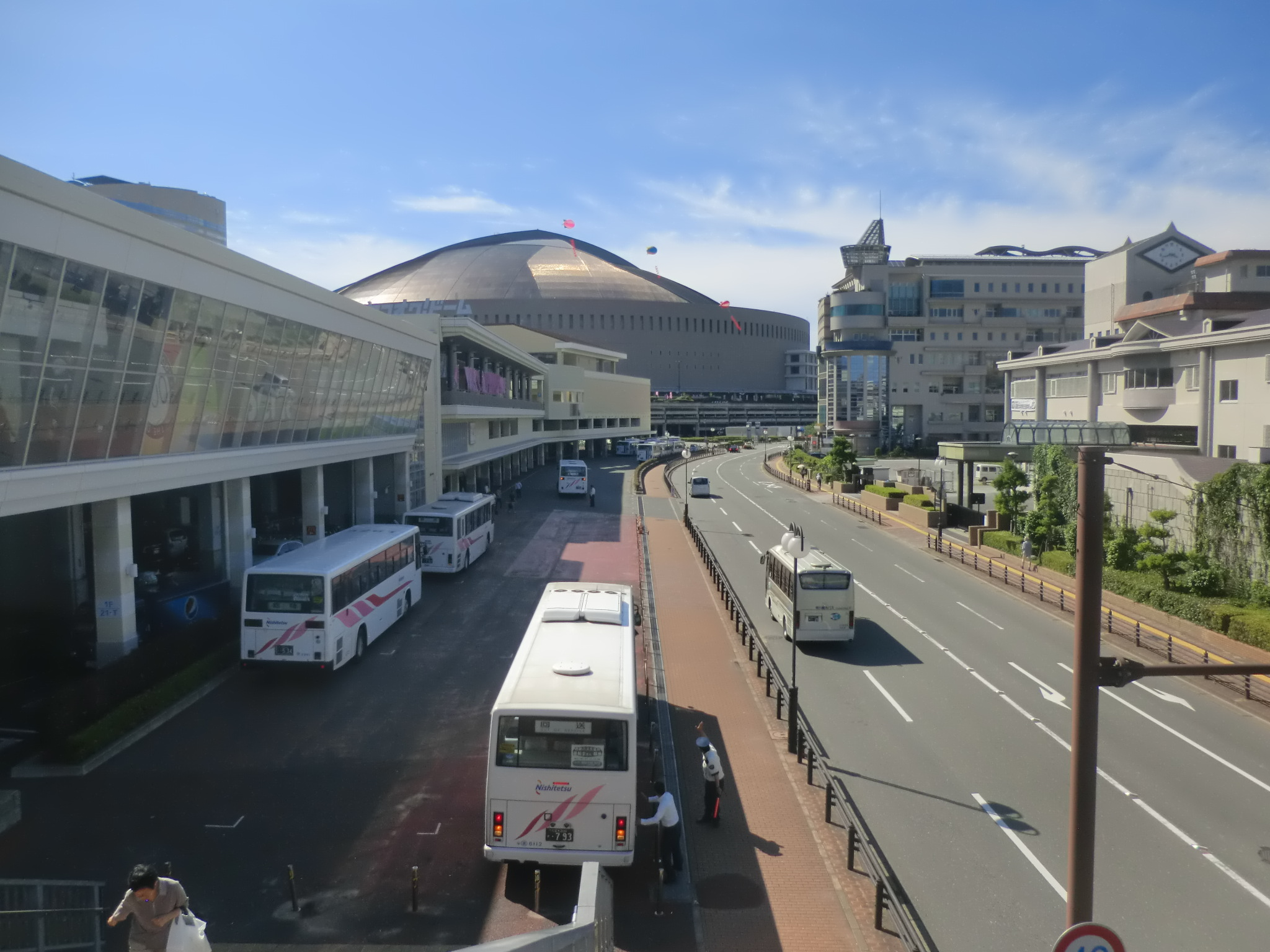
Widok hali (2015)
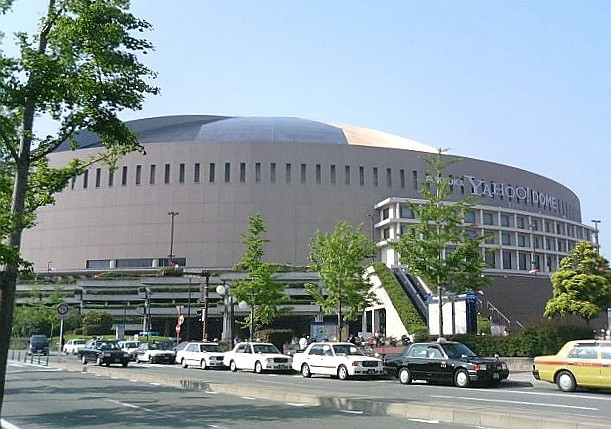
Fasada stadionu Fukuoka Dome